# マックス・ウィリアムス
マックス・ウィリアムス（Max Williams、1932年7月7日 - ）は、アメリカ合衆国のバスケットボールの指導者。ABAのダラス・チャパラルズ、テキサス・チャパラルズのヘッドコーチを務め、通算で、レギュラーシーズン、60試合を指揮し、28勝32敗、プレイオフは6試合2勝4敗の成績を残した。